# Akim Tamiroff
Akim Mikhailovich Tamiroff (Armensk: Ակիմ Թամիրով, russisk: Аким Михайлович Тамиров tr. Akim Mikhajlovitj Tamirov ; fødselsnavn `Hovakim, armensk: Հովակիմ; født 29. oktober 1899 i Tbilisi, Russiske Kejserrige, død 17. september 1972 i Palm Springs, Californien, USA) var en etnisk armensk skuespiller. Han blev uddannet på Moskva kunstnerteater og var på turne til USA i 1923-24. Han rejste igen til USA i 1927 med sin teatertrup og besluttede at forblive i USA.
Han vandt den første Golden Globe Award for bedste mandlige birolle, blev nomineret to gange til en Oscar for bedste mandlige birolle og medvirkede op i mindst 80 amerikanske film i en karriere der spandt over 37 år.